# Uma Rapariga no Verão
Uma Rapariga no Verão é um filme português de 1986, realizado por Vítor Gonçalves. Considerado pelo Harvard Film Archive um dos "grandes filmes Portugueses dos anos 80".

## Estreia e recepção
Uma Rapariga no Verão teve a sua apresentação internacional no Festival de Cinema de Berlim, em 1986. Fez também parte da selecção oficial do Festival de Cinema de Roterdão.
Em 2012, o filme faz parte do programa School of Reis do Harvard Film Archive, a primeira retrospectiva integral fora de Portugal da obra de António Reis e Margarida Cordeiro, que incluiu além dos filmes do casal, também os filmes herdeiros da sua estética. É nesse contexto que é considerado pelo Harvard Film Archive um dos "grandes filmes Portugueses dos anos 80" e exibido em Nova Iorque no Anthology Film Archives.

## Elenco
- Isabel Galhardo - Isabel
- Diogo Dória - Diogo, namorado de Isabel
- José Manuel Mendes - José Manuel, pai de Isabel
- Joaquim Leitão - Quim
- João Perry - Caçador no bar
- Alexandra Guimarães - Joana, irmã de Isabel
- Jorge Silva Melo - produto de rádio
- Virgílio Castelo - João
- Madalena Pinto Leite - Inês
- António Manuel Guimarães
- Rui Reininho - Um dos rapazes que dança na disco
- Isabel Winter
- Luís Maio
- João Freitas Branco - homem que lê o jornal no bar